# Vezio TI
| TI ist das Kürzel für den Kanton Tessin in der Schweiz. Es wird verwendet, um Verwechslungen mit anderen Einträgen des Namens Vezio zu vermeiden. |

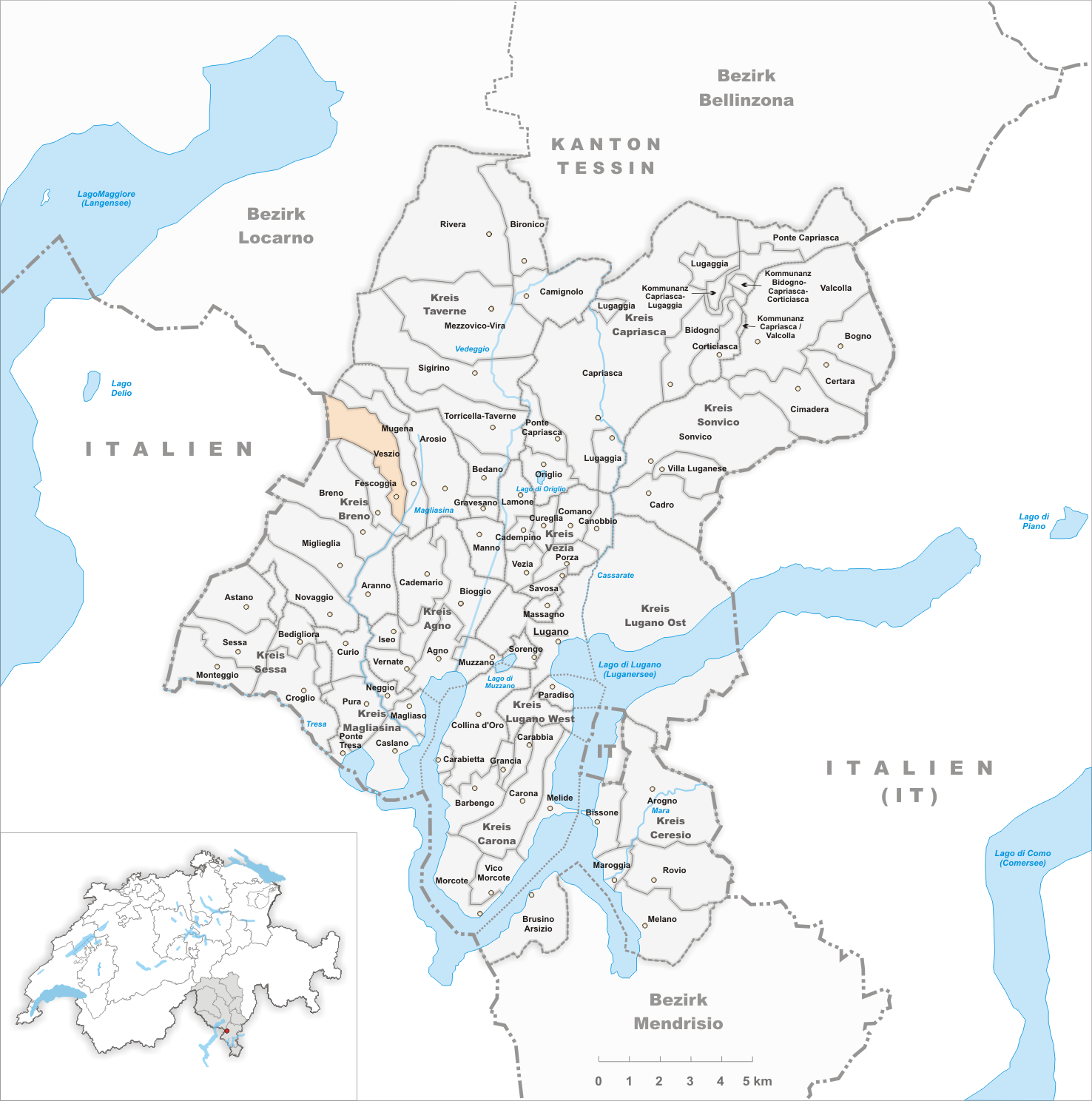
Gemeindestand vor der Fusion am 13. März 2005

Vezio, historisches Luftbild von Werner Friedli von 1948

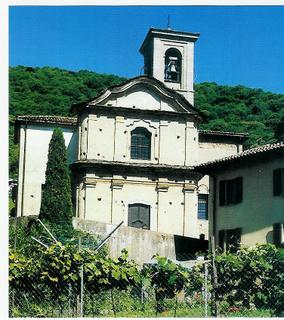
Kirche San Bartolomeo

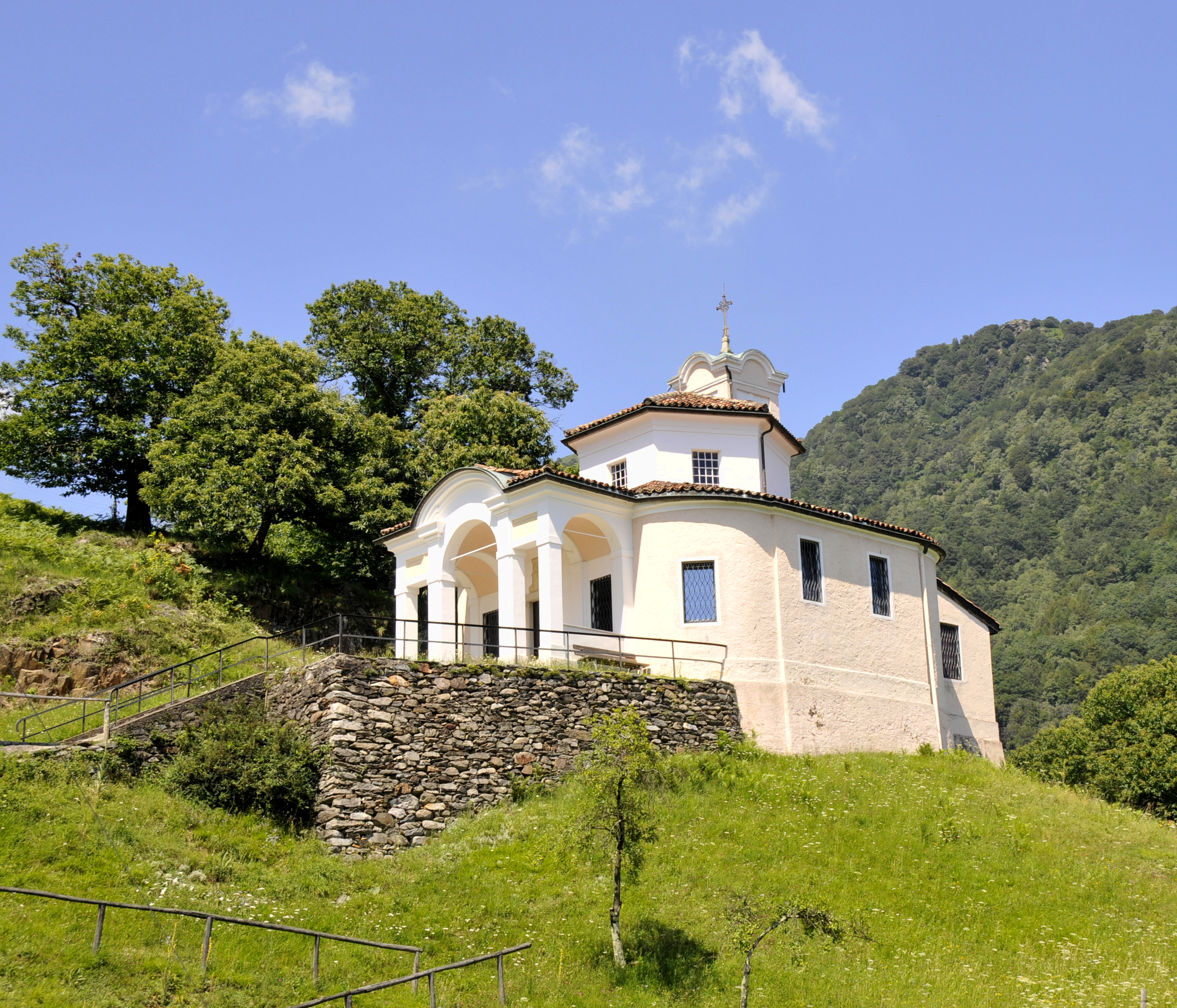
Oratorium Santa Maria delle Grazie del Sassello

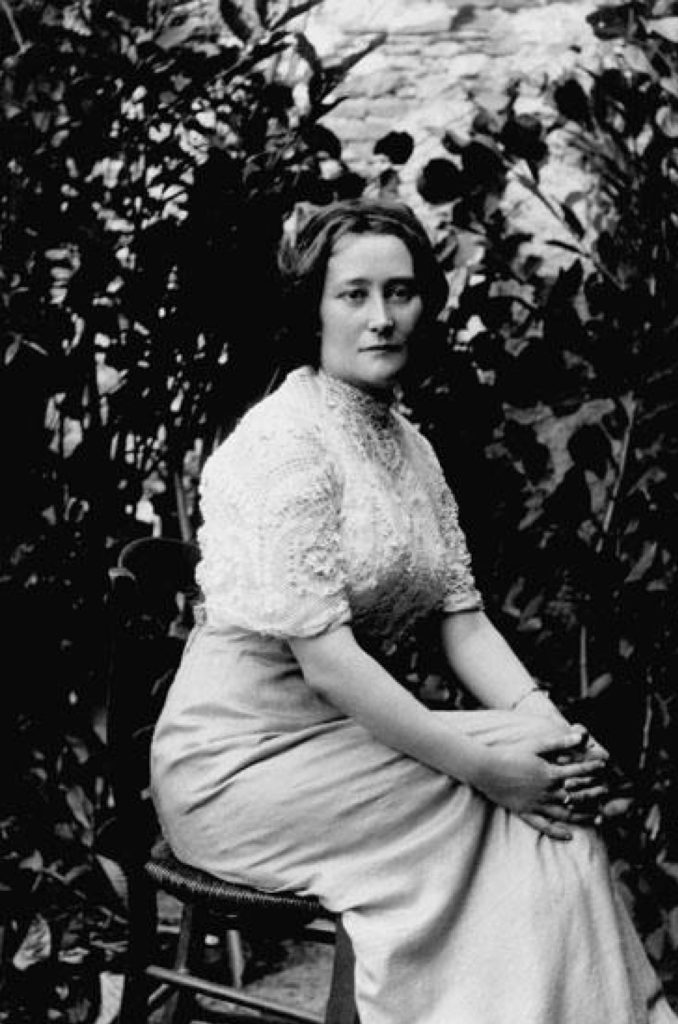
Maria Boschetti-Alberti in Bedigliora (1915)

Vezio ist Teil der Tessiner Gemeinde Alto Malcantone im Kreis Breno im Bezirk Lugano im oberen Malcantone.

## Geographie
Das Dorf liegt auf 768 m ü. M. 13 Kilometer nordwestlich von Lugano. Es ist eine malerisch gelegene und von Kastanienselven umrahmte Ortschaft, die Ausgangspunkt für die Besteigung des Monte Lema, Gradicciòli und Monte Tamaro ist.

## Geschichte
Eine erste Erwähnung findet das Dorf im Jahre 1355 unter dem damaligen Namen Vecio. Überliefert ist die Römerstrasse von Ponte Tresa zum Monte Ceneri durch das Gemeindegebiet.
Vezio fusionierte am 13. März 2005 mit den früheren Gemeinden Breno, Fescoggia, Mugena und Arosio zur neuen Gemeinde Alto Malcantone. Vezio bildet aber nach wie vor eine eigenständige Bürgergemeinde.

## Bevölkerung
Einwohnerzahlen: Volkszählungsdaten

## Sehenswürdigkeiten
- Kirche San Bartolomeo[4]
- Oratorium Santa Maria delle Grazie di Sassello[4]

## Persönlichkeiten
- Pietro Sartori (* um 1650 in Vezio; † nach 1694 ebenda), Stuckateur, um 1685 schuf er einen Stuckrahmen mit Figuren von Atlantes in der Pfarrkirche von Breno und den barocken Altar delle Anime Purganti in der Kirche San Giorgio Martire in San Giorgio Piacentino (1694)[5][6][7]
- Bartolomeo Sermini (* um 1700 in Vezio; † 1766 in Madrid), Stuckateur und Bildhauer, in Piacenza, nachher in Madrid und Segovia

- Familie Boschetti
  - Amina (Giacomina) Boschetti (* 1836 in Mailand; † 1881 in Portici), aus Vezio, Tänzerin[8]
  - Michelangelo Boschetti (* um 1850 in Vezio; † 1911 ebenda), Ingenieur in Turin, Sekretär der Compagnia di Sant’Anna dei luganesi[9]
  - Maria Boschetti-Alberti (1879–1951), aus Vezio, Lehrerin und Autorin
  - Aimè Boschetti (* 23. November 1930 in Vezio; † 31. März 1999 ebenda), Musiker, Leiter des Blasorchesters Filarmonica dell’Alto Malcantone, Organist.[10]
  - Pietro Boschetti (* 1947), Architekt, Autor des meteorologischen Radars auf dem Monte Lema[11], der Rehabilitationsklinik von Novaggio und des Kindergartens von Arosio.

- Leonardo Tami (* 28. Dezember 1913 in Vezio; † 18. Mai 2006 in Lugano), Priester, Pfarrer von Cimo, Pedrinate, Balerna, Rovio und Iseo, Lokalhistoriker, Herausgeber: Rovio nella storia e nell’arte.[12]; Via par mond. ossia L’emigrazione malcantonese., Fontana Print SA, 6 novembre 1991 Pregassona; Ur nos bel Malcanton. Edizioni San Giorgio, Lugano 1988; A Castelrotto con malati e anziani. Castelrotto 1991
- Marc De Bernardis (* 1966), Kunstmaler, Stecher, Siebdrucker[13]
- Leo Tami (* 14. Januar 1939 in Luzern) (Bürgerort Vezio), Maler macht Zeichnung, Kunstdruck und plastische Kunst und wohnt in Luzern[14][15]